# Diferenciación en espacios de Fréchet
En matemáticas, en particular en el análisis funcional y en el análisis no lineal, es posible definir la derivada de una función entre dos espacios de Fréchet.
Esta noción de diferenciación, como es la derivada de Gateaux entre espacios de Fréchet, es significativamente más débil que la derivada en un espacio de Banach, incluso entre espacios vectoriales topológicos (EVTs) generales. Sin embargo, es la noción más débil de diferenciación para la que se aplican muchos de los teoremas familiares del cálculo infinitesimal. En particular, la regla de la cadena es cierta. Con algunas restricciones adicionales sobre los espacios de Fréchet y las funciones involucradas, existe un análogo del teorema de la función inversa llamado teorema de la función inversa de Nash-Moser, que tiene amplias aplicaciones en análisis no lineal y en geometría diferencial.

## Detalles matemáticos
Formalmente, la definición de diferenciación es idéntica a la de derivada de Gateaux. Específicamente, sean {\displaystyle X} e {\displaystyle Y} dos espacios de Fréchet, {\displaystyle U\subseteq X} sea un conjunto abierto y {\displaystyle F:U\to Y} sea una función. La derivada direccional de {\displaystyle F} en la dirección {\displaystyle v\in X} está definida por
{\displaystyle DF(u)v=\lim _{\tau \to 0}{\frac {F(u+v\tau )-F(u)}{\tau }}}
si el límite existe. Se dice que {\displaystyle F} es continuamente diferenciable, o {\displaystyle C^{1}} si existe el límite para todos los {\displaystyle v\in X} y la aplicación
{\displaystyle DF:U\times X\to Y}
es continua.
Las derivadas de orden superior se definen inductivamente mediante
{\displaystyle D^{k+1}F(u)\left\{v_{1},v_{2},\ldots ,v_{k+1}\right\}=\lim _{\tau \to 0}{\frac {D^{k}F(u+\tau v_{k+1})\left\{v_{1},\ldots ,v_{k}\right\}-D^{k}F(u)\left\{v_{1},\ldots ,v_{k}\right\}}{\tau }}.}
Se dice que una función es {\displaystyle C^{k}} si {\displaystyle D^{k}F:U\times X\times X\times \cdots \times X\to Y} es {\displaystyle C^{\infty },} o domada si es {\displaystyle C^{k}} para cada {\displaystyle k.}

## Propiedades
Sean {\displaystyle X,Y,} y {\displaystyle Z} tres espacios de Fréchet. Supóngase que {\displaystyle U} es un subconjunto abierto de {\displaystyle X,} {\displaystyle V} es un subconjunto abierto de {\displaystyle Y,} y {\displaystyle F:U\to V,} {\displaystyle G:V\to Z} son un par de funciones {\displaystyle C^{1}}. Entonces, se cumplen las siguientes propiedades:
- Teorema fundamental del cálculo. Si el rectilíneo de {\displaystyle a} a {\displaystyle b} se encuentra completamente dentro de {\displaystyle U,} entonces: {\displaystyle F(b)-F(a)=\int _{0}^{1}DF(a+(b-a)t)\cdot (b-a)dt.}
- Regla de la cadena. Para todos los {\displaystyle u\in U} y {\displaystyle x\in X,} :{\displaystyle D(G\circ F)(u)x=DG(F(u))DF(u)x.}
- Linealidad. {\displaystyle DF(u)x} es lineal en {\displaystyle x.} De manera más general, si {\displaystyle F} es {\displaystyle C^{k},} entonces {\displaystyle DF(u)\left\{x_{1},\ldots ,x_{k}\right\}} es multilineal en {\displaystyle x}.
- Teorema de Taylor con resto. Supóngase que el segmento rectilíneo entre {\displaystyle u\in U} y {\displaystyle u+h} se encuentra completamente dentro de {\displaystyle U.} Si {\displaystyle F} es {\displaystyle C^{k}}, entonces {\displaystyle F(u+h)=F(u)+DF(u)h+{\frac {1}{2!}}D^{2}F(u)\{h,h\}+\cdots +{\frac {1}{(k-1)!}}D^{k-1}F(u)\{h,h,\ldots ,h\}+R_{k}}, donde el término restante está dado por

{\displaystyle R_{k}(u,h)={\frac {1}{(k-1)!}}\int _{0}^{1}(1-t)^{k-1}D^{k}F(u+th)\{h,h,\ldots ,h\}dt}
- Conmutatividad de derivadas direccionales. Si {\displaystyle F} es {\displaystyle C^{k},} entonces :{\displaystyle D^{k}F(u)\left\{h_{1},\ldots ,h_{k}\right\}=D^{k}F(u)\left\{h_{\sigma (1)},\ldots ,h_{\sigma (k)}\right\}} por cada permutación σ de {\displaystyle \{1,2,\ldots ,k\}.}

Las demostraciones de muchas de estas propiedades se basan fundamentalmente en el hecho de que es posible definir la integral de Riemann de curvas continuas en un espacio de Fréchet.

## Aplicaciones suaves
Sorprendentemente, una aplicación entre un subconjunto abierto de espacios de Fréchet es suave (infinitamente diferenciable) si hace corresponder curvas suaves a curvas suaves (véase análisis conveniente).
Además, las curvas suaves en espacios de funciones suaves son simplemente funciones suaves de una variable más.

## Consecuencias en la geometría diferencial
La existencia de una regla de la cadena permite la definición de una variedad modelada en un espacio de Frèchet: una variedad de Fréchet. Además, la linealidad de la derivada implica que existe un análogo de fibrado tangente para las variedades de Fréchet.

## Espacios de Fréchet domados
Con frecuencia los espacios de Fréchet que surgen en aplicaciones prácticas de la derivada disfrutan de una propiedad adicional: están domados ("tame" en inglés). En términos generales, un espacio de Fréchet domado es aquel que es casi un espacio de Banach. En espacios domados, es posible definir una clase preferida de asignaciones, conocidas como aplicaciones domadas. En la categoría de espacios domados bajo aplicaciones domadas, la topología subyacente es lo suficientemente fuerte como para respaldar una teoría completa de topología diferencial. En este contexto, se mantienen muchas más técnicas del cálculo. En particular, existen versiones de los teoremas de la función inversa e implícita.